# Bahnhof Rhade
Rhade ist ein Bahnhof im Ortsteil Rhade im Nordwesten der nordrhein-westfälischen Stadt Dorsten. Der 1880 eröffnete Bahnhof wird im Personennahverkehr bedient und war bis in die 1960er Jahre auch ein Güterbahnhof.

## Lage und Aufbau
Die Betriebsstelle liegt im Kilometer 29,847 der VzG-Strecke 2236 (Gelsenkirchen-Bismarck – Borken (Westf) – Winterswijk), östlich des Rhader Ortszentrums. Die südliche Bahnhofsgrenze befindet sich in km 29,0 (Esig A), die nördliche in km 30,5 (Esig F). Der Bahnhof verfügt über zwei Hauptgleise, von denen das östliche Gleis 1 das durchgehende Hauptgleis ist. Beide Gleise liegen an einem gemeinsamen, 125 Meter langen und 76 Zentimeter hohen Mittelbahnsteig. Der Zugang zum Bahnsteig erfolgt ebenerdig über Gleis 2.
Die Betriebsstelle verfügt nach mehreren Rückbaumaßnahmen über keine weiteren Gleise mehr, ein Empfangsgebäude existiert ebenso wenig. Westlich der Gleise steht ein DB Pluspunkt mit Wartehallen als Unterstand. Die Überwachung der signaltechnischen Einrichtungen erfolgte von zwei mechanischen Stellwerken. Das Befehlsstellwerk Rf (Rhade Fahrdienstleiter) steht am Nordkopf, das Wärterstellwerk St (Südturm) am Südkopf des Bahnhofs.
Innerhalb der Bahnhofsgrenzen befinden sich drei Bahnübergänge (Bü). Die Bü Im Brok (km 29,079) und Lembecker Straße (km 30,0) werden von den Stellwerken St beziehungsweise Rf aus über Kurbeln bedient und haben Vollschranken; der Bü Schlehenweg (km 30,47) verfügt über Halbschranken und ist signalüberwacht.

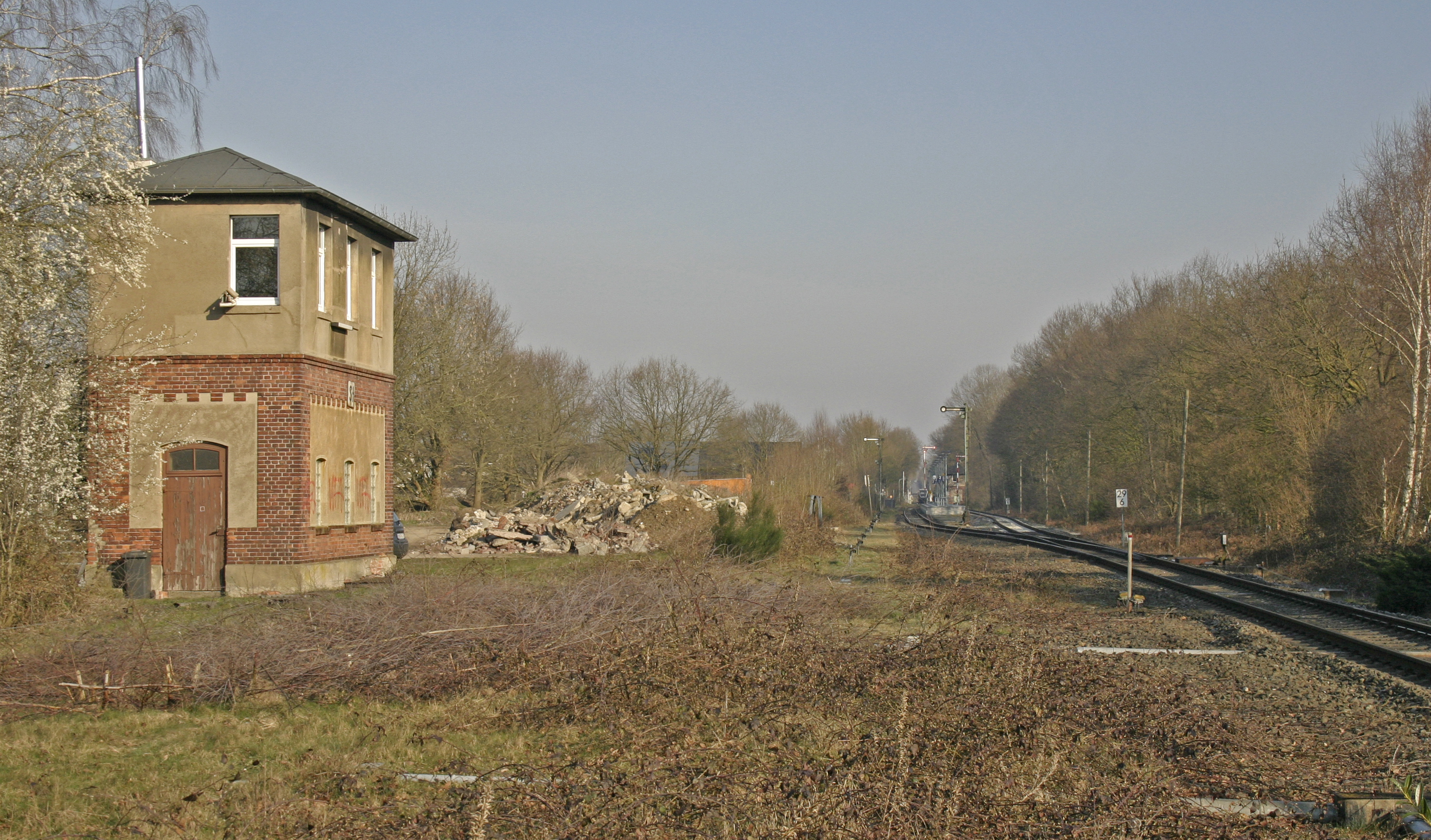
Gleisfeld und Stellwerk St, 2015
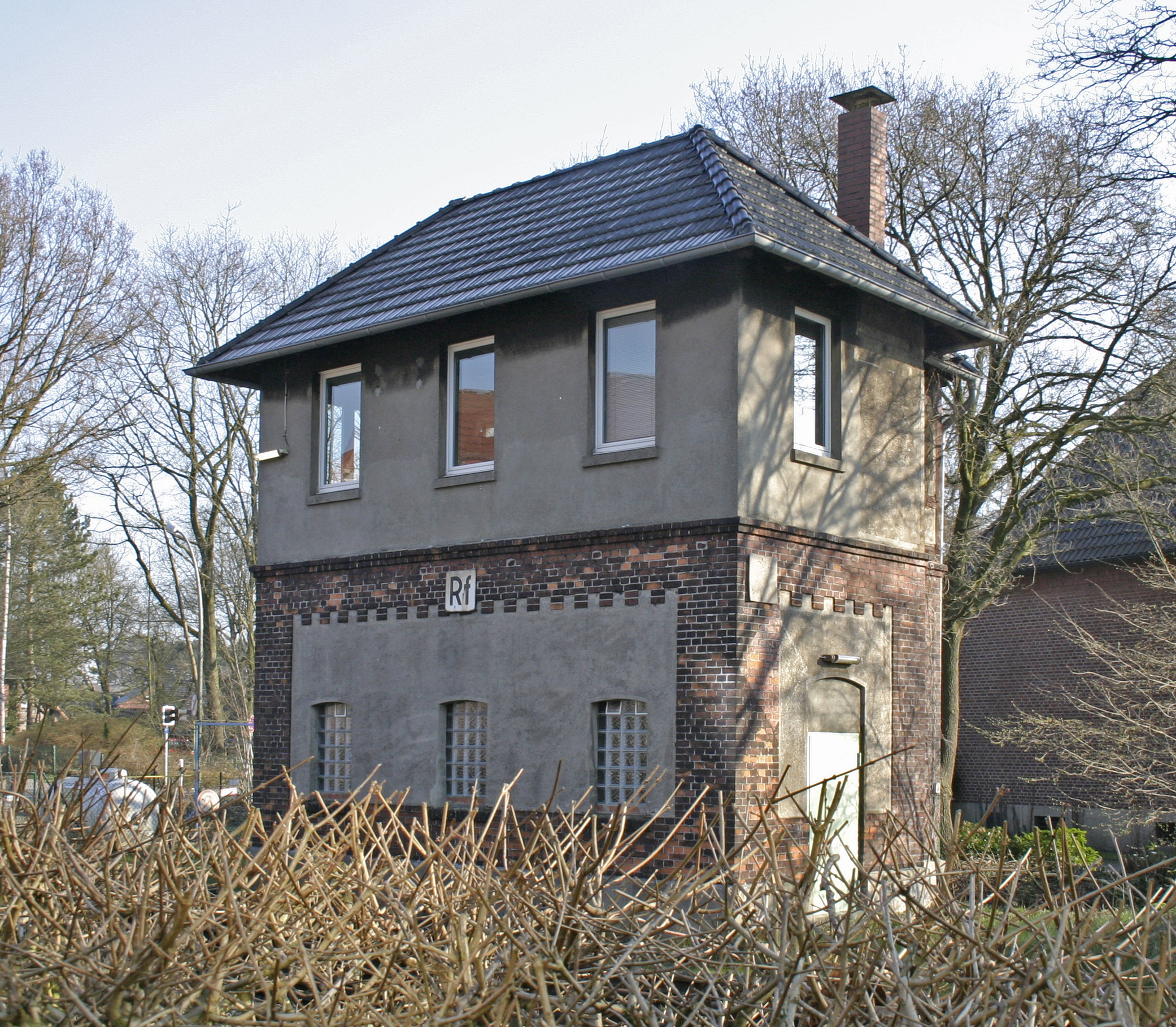
Stellwerk Rf, 2015

## Geschichte
Der Bahnhof ging zusammen mit der Strecke Winterswijk – Gelsenkirchen-Bismarck der Niederländisch-Westfälischen Eisenbahn-Gesellschaft am 21. Juni 1880 in Betrieb. Ausschlaggebend für den Bau waren die umliegenden Wälder, aus denen Grubenholz für die Steinkohlenzechen im Ruhrgebiet gewonnen werden sollte. Die zu diesem Zeitpunkt kleinste Betriebsstelle an der Strecke umfasste ein Empfangsgebäude, ein Beamtenwohnhaus, ein durchgehendes Hauptgleis, ein Kreuzungsgleis sowie eine Ladestraße. Nördlich des Empfangsgebäudes in Richtung der Rhade-Lembecker Chaussee (heute: Lembecker Straße) befanden sich der Bahnhofsgarten und ein Stall. 1902 ging die Bahnhofsgaststätte in Betrieb, 1909 folgten Erweiterungen im Bereich der Ladestraße. Im Jahr 1912 ließ die Königliche Eisenbahn-Direction (KED) Essen einen Schuppen im Bahnhofsgarten errichten. Etwa im gleichen Zeitraum veranlasste die KED außerdem die Erweiterung der Bahnanlagen. Die Gleise 1 und 2 wurden um 300 Meter nach Süden verlängert und erreichten somit eine Nutzlänge von 640 (Gleis 1) beziehungsweise 550 Meter (Gleis 2). Die Nutzlänge des Gleises an der Ladestraße wurde durch die Maßnahme etwa verdreifacht. Einher mit dem Ausbau entstanden an den Bahnhofsköpfen die mechanischen Stellwerke Nt (Nordturm, später Rf) und St.
Anfang der 1930er-Jahre wurde das Empfangsgebäude grundlegend renoviert. Die Dachkonstruktion erhielt dabei die im Westmünsterland verbreiteten Treppengiebel. Ein Ausbau der Bahnanlagen um ein zweites Kreuzungsgleis und ein Freiladegleis unterblieben hingegen.
Während des Zweiten Weltkrieges kam es wiederholt zu Luftangriffen auf den Bahnhof und die Strecke. Bei einem britischen Bomberangriff am 5. Oktober 1944 wurde das Eisenbahnerwohnhaus so stark beschädigt, dass es unbewohnbar war. Am 5. Dezember kam es in den Morgenstunden zu einem Zusammenstoß zweier Züge am Nordkopf, bei dem acht Tote zu beklagen waren. Wenige Stunden nach dem Unglück war der Bahnhof erneut das Ziel eines Luftangriffs. Weitere Angriffe mit erheblichem Sachschaden fanden am 11. und 17. Januar sowie am 2. März 1945 statt. Es gelang jedoch meist die schnelle Wiederaufnahme des Betriebs. Erst nach der Bombardierung des Dorstener Bahnhofs am 9. und 12. März 1945 kam der Zugverkehr auf der Strecke völlig zum Erliegen.
Ab Juli 1945 rollten wieder die ersten Züge über die Strecke. Da die Brücken über die Lippe und den Wesel-Datteln-Kanal zerstört waren, endeten die Züge nach Süden in Hervest-Dorsten. Ab dem 9. Mai 1948 konnten die Züge weiter nach Dorsten fahren.
Nach dem Zweiten Weltkrieg machte sich die Abwanderung des Verkehrs auf die Straße zunehmend bemerkbar. Als Folge daraus schloss die Güterabfertigung Mitte der 1960er-Jahre. Im Jahr 1977 ließ die BD Essen das Empfangsgebäude abreißen und Teile der Gleisanlagen zurückbauen.
Im Mai 2004 wurde das Umfeld modernisiert und ein Pendlerparkplatz mit 54 PKW-Stellplätzen sowie mehreren Fahrradständern in Betrieb genommen. Ab dem 12. August 2013 ließ die Deutsche Bahn die Bahnsteiganlage für rund 1,6 Millionen Euro modernisieren. Die bisherigen Schüttbahnsteige wichen einem gemeinsamen Mittelbahnsteig mit Blindenleitsystem. Die Bahnsteighöhe beträgt 76 Zentimeter, sodass ein stufenloser Einstieg möglich ist. Der barrierefreie Zugang erfolgt über eine Rampe und einen Reisendenübergang über Gleis 2. Für den Bau musste das Gleis 1 um etwa anderthalb Meter nach Osten verlegt werden. Die Arbeiten waren bis zum Fahrplanwechsel am 15. Dezember 2013 abgeschlossen. Im Dezember 2018 wurde der Bahnhof an das ESTW Coesfeld angeschlossen, die Stellwerke blieben als Schrankenposten erhalten.

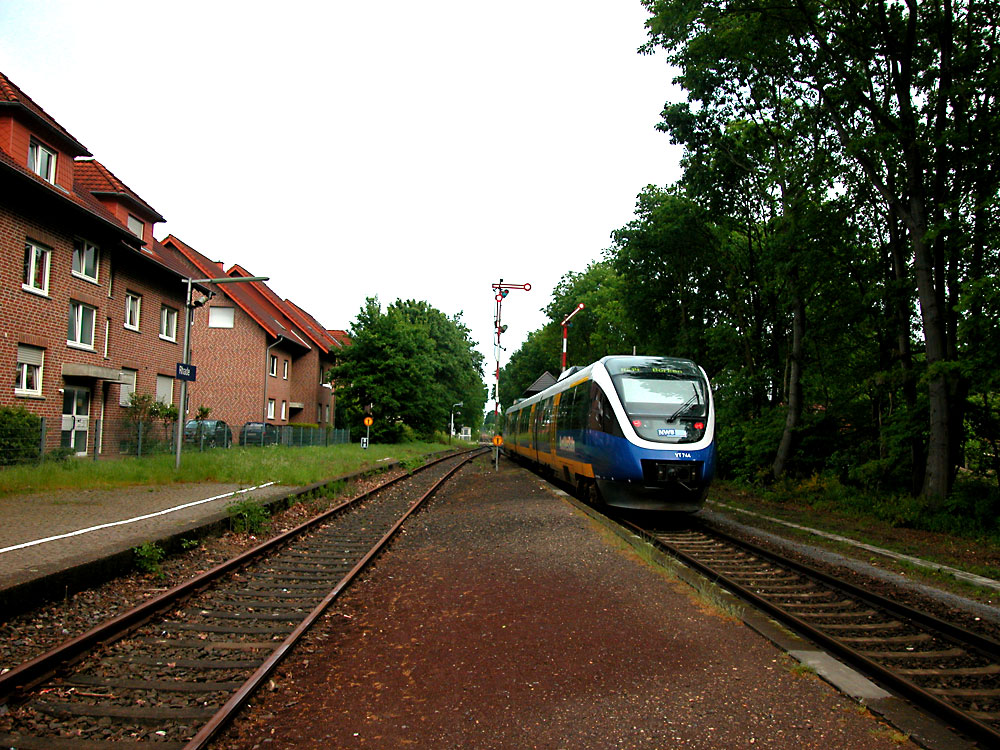
Bahnsteige vor dem Umbau, 2008
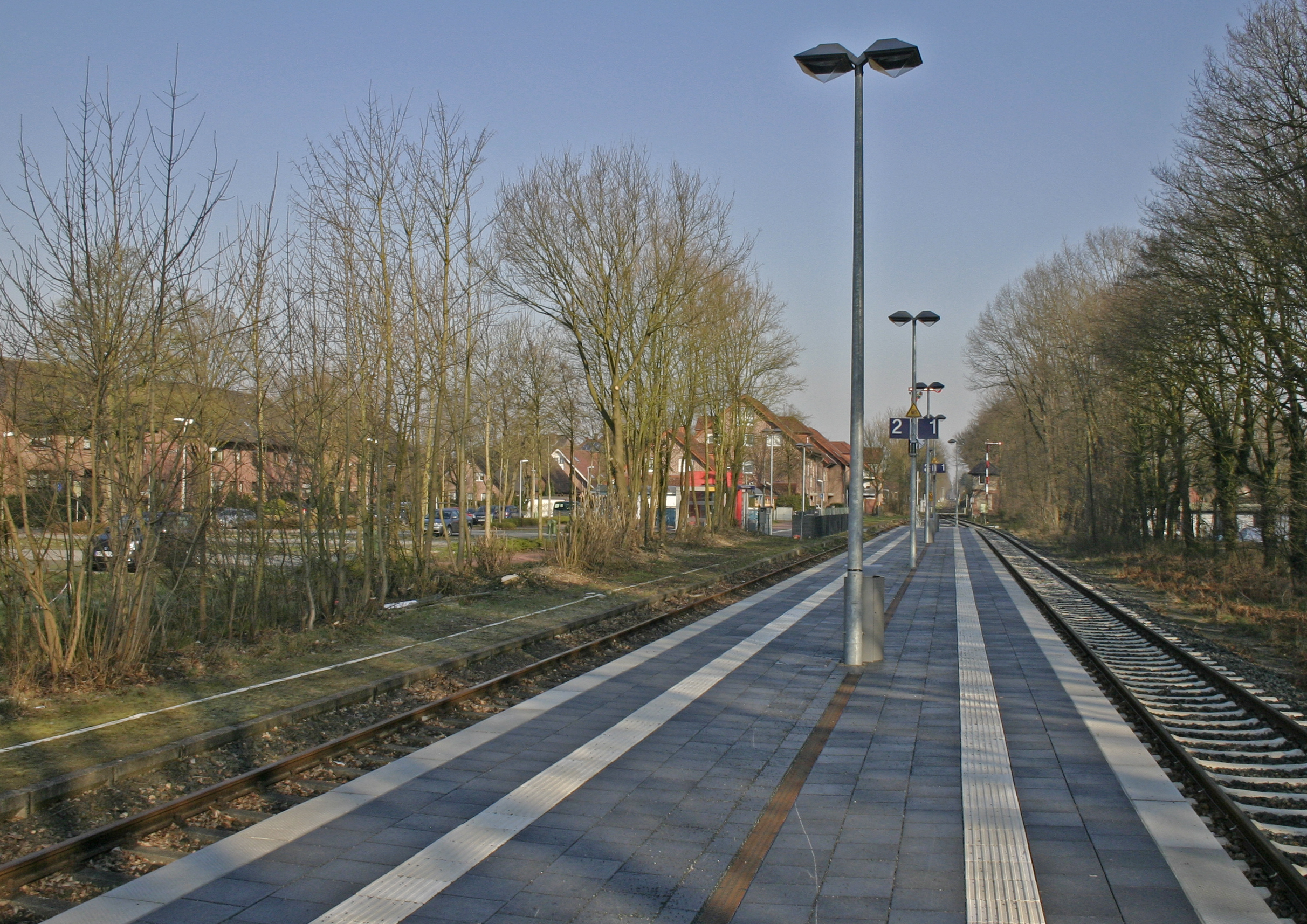
Alter und neuer Bahnsteig, 2015
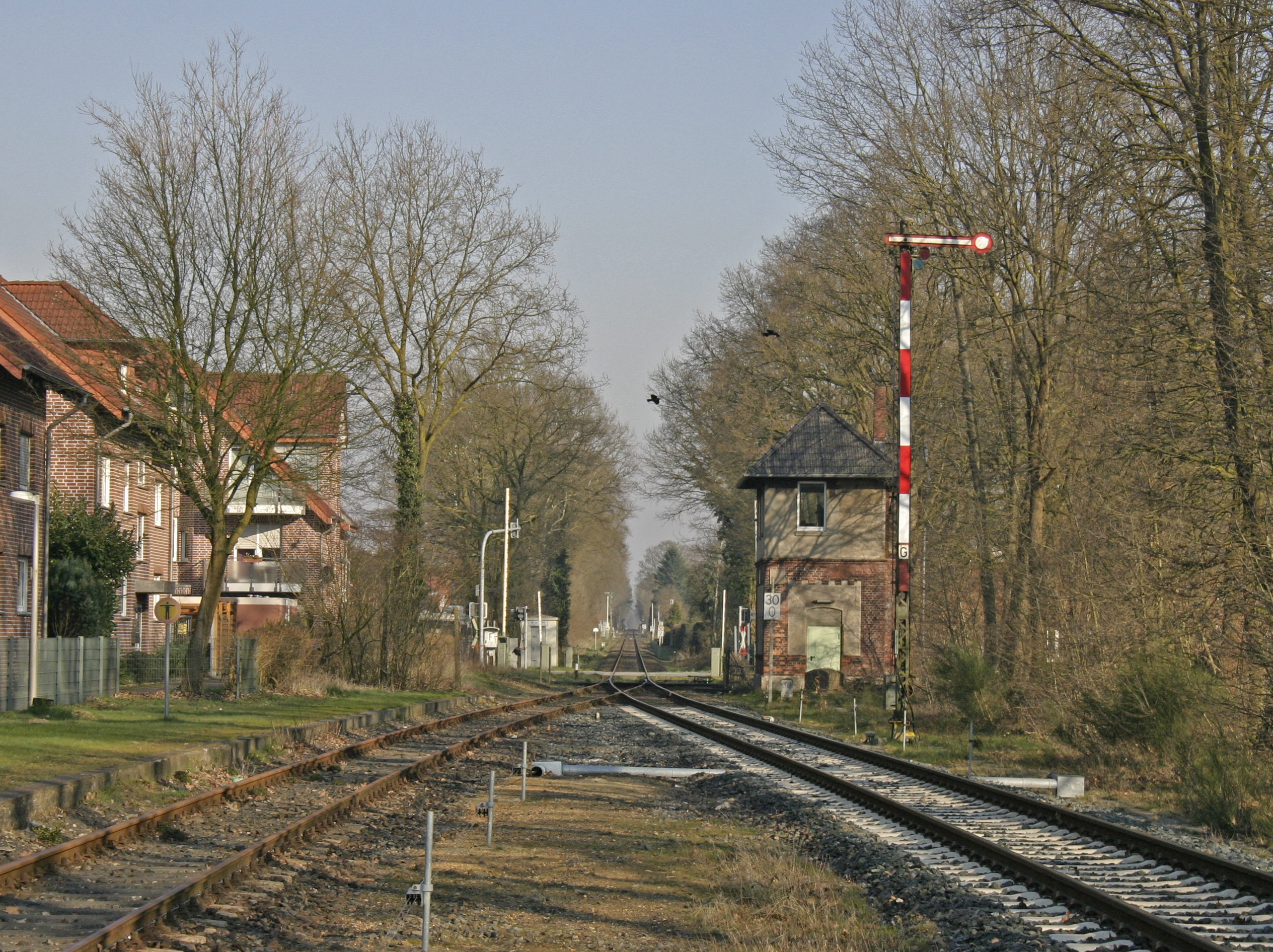
Ausfahrt nach Borken mit verschwenktem Gleis 1, 2015
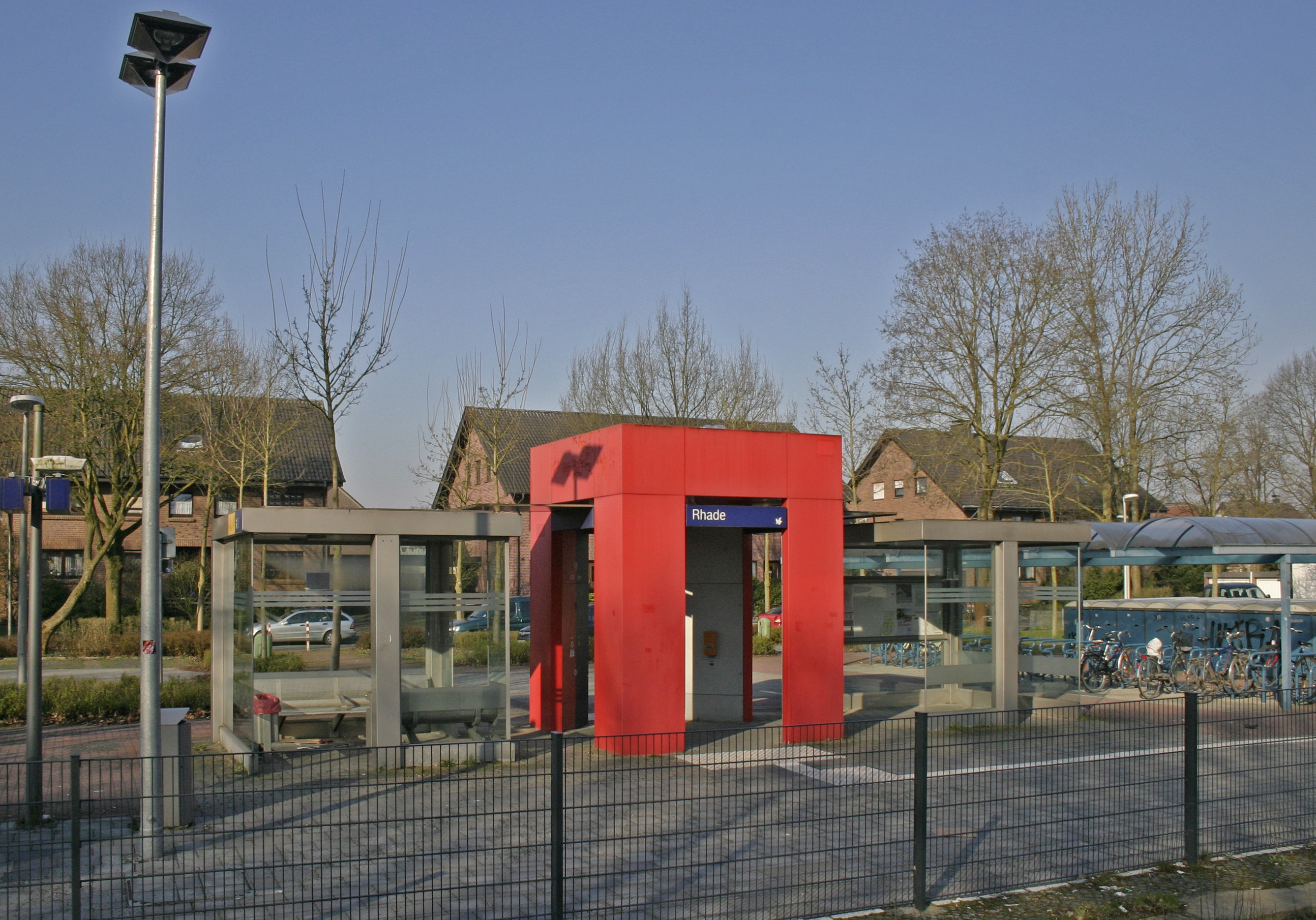
DB-Pluspunkt, 2015

## Verkehr

### Personenverkehr
Der Bahnhof wurde ab 1880 zunächst täglich von drei Personenzugpaaren bedient. Im Winter 1883/84 kam ein weiteres Zugpaar hinzu, im Sommer 1901 verkehrten sechs Zugpaare, zwei Jahre darauf sieben. Die Züge boten direkte Verbindungen nach Dorsten, Gelsenkirchen, Essen und Wanne im Süden sowie nach Winterswijk, Zutphen und Amsterdam im Norden. Mit Beginn des Ersten Weltkrieges stellte die Preußische Staatsbahn den internationalen Verkehr ein und reduzierte zunächst das Angebot. Ab November 1914 stabilisierte sich das Angebot mit acht Zugpaaren wieder.
Nach Kriegsende fuhren 1919 die ersten internationalen Züge wieder, jedoch kam ihre Anzahl nicht über mehr als vier tägliche Zugpaare hinaus. Infolge der Ruhrbesetzung und dem daraus resultierenden Regiebetrieb gingen die Zugzahlen abermals zurück. Erst ab 1927 konnte die Deutsche Reichsbahn das Angebot wieder aufstocken. Bis zum Beginn des Zweiten Weltkrieges stieg die Zahl der Züge auf 19 Zugpaare an, zuletzt waren diese in den Ruhrschnellverkehr integriert.
Nach dem Zweiten Weltkrieg beschränkte sich der Personenverkehr auf Fahrten innerhalb Deutschlands. Neben den Personenzügen der Relation Borken – Dorsten – Wanne-Eickel setzte die Deutsche Bundesbahn in den 1950er- und 1960er-Jahren auch einzelne Eilzugpaare auf der Strecke ein. Dennoch sanken die Fahrgastzahlen zunehmend. Mit der Gründung des Verkehrsverbundes Rhein-Ruhr (VRR) im Jahr 1980 war Rhade der nördliche Grenztarifpunkt in Richtung Borken. Pendler aus Borken und Umgebung nutzten daher vermehrt das Auto bis Rhade und fuhren anschließend mit dem günstigeren Verbundtarif. Erst zum Jahresbeginn 2012 regelten der VRR und der Zweckverband SPNV Münsterland (ZVM) den Übergang zwischen beiden Verbundtarifen neu. In den 1980er-Jahren verlagerte sich der Verkehr zunehmend in Richtung Essen, bevor 1987 der letzte durchgehende Zug nach Wanne-Eickel fuhr. Mit der Umstellung führte die Bundesbahn einen reinen Stundentakt auf der Strecke ein. Südlicher Endpunkt der Züge waren wechselweise Essen und Oberhausen.
Die Bedienung erfolgte bis 2006 durch die Deutsche Bundesbahn beziehungsweise die Deutsche Bahn. Im Dezember 2006 übernahm die NordWestBahn die seit 1998 als RE14 bezeichnete Linie. Es besteht eine stündliche Verbindung nach Borken, Dorsten, Gladbeck, Bottrop und Essen. Am Bahnhof besteht eine Umsteigemöglichkeit zu mehreren Buslinien der Vestischen Straßenbahnen und dem Regionalverkehr Münsterland mit Verbindungen nach Dorsten, Deuten, Lembeck, Wulfen sowie nach Raesfeld und Reken im Kreis Borken.
| Linie | Verlauf | Takt   | Betreiber    |
| ----- | --- | ------ | ------------ |
| RE 14 | Emscher-Münsterland-Express: Borken (Westf) – Marbeck-Heiden – Rhade – Deuten – Hervest-Dorsten – Dorsten – Feldhausen – Gladbeck-Zweckel – Gladbeck West – Bottrop Hbf – Essen-Borbeck – Essen Hbf Stand: Fahrplanwechsel Dezember 2023 | 60 min | NordWestBahn |

### Güterverkehr
Ab 1880 bedienten drei Güterzugpaare täglich den Bahnhof. Im Ausgang wurden in Rhade vor allem landwirtschaftliche Produkte wie Vieh, Milch und Gemüse sowie Grubenholz umgeschlagen, im Eingang waren entsprechend große Mengen an Fertigwaren und Stückgut. In den 1930er-Jahren rationalisierte die Reichsbahn den Betrieb geringfügig, nachdem ein Teil des Verkehrs auf die Straße abwanderte. Für die Übergabefahrten zum benachbarten Bahnhof Deuten stationierte sie eine Kleinlokomotive in Rhade.
Bis in die 1960er Jahre war vor allem der Umschlag von Vieh von besonderer Bedeutung. Für die nächtliche Annahme der Frachtpapiere wurde im Stellwerk St eigens eine Durchreiche eingebaut. Der Verkehr kam durch die Abwanderung auf die Straße bis Ende der 1960er-Jahre zum Erliegen. Da der Bedarf an Grubenholz infolge der Kohlekrise ebenfalls zurückging, schloss die Güterabfertigung im selben Jahrzehnt ihre Tore.

### Busverkehr
Die Bushaltestelle Rhade Bf wird von den VRR-Linien 205, 209 und 295 bedient.
| Linie   | Verlauf | Takt (Mo–Fr)     | Betreiber    |
| ------- | --- | ---------------- | ------------ |
| TB205   | Taxibus: Urbanusschule – Rhade Ort – Rhade Bf – Kaltenbach – Lembeck Siedlung – Lembeck Busbf – Lembeck Bf | 60 min           | Vestische    |
| 209     | Dorsten-Alt-Wulfen – Lembeck Siedlung – Lembeck Busbf – Rhade Bf – Rhade Ort Am Wochenende als TaxiBus | einzelne Fahrten | Vestische    |
| R21 295 | Dorsten ZOB – Frühförderstelle – Marienviertel – Holsterhausen Baldursiedlung – Deuten Mitte – Deuten – Rhade Rütherweg – Rhade Bf – Rhade Ort – Raesfeld-Erle – Raesfeld – Borken Bf Der Abschnitt Dorsten – Raesfeld-Erle ist VRR-Linie 295; sonn- und feiertags Verkehr nur zwischen Raesfeld-Erle und Borken | 60/120 min       | Westfalenbus |